# Alte Burg (Gimmeldingen)
Die Alte Burg im Ortsteil Gimmeldingen von Neustadt an der Weinstraße in der Pfalz (Rheinland-Pfalz) ist die Ruine einer mittelalterlichen Befestigungsanlage.

## Geographische Lage
Die Ruine der Höhenburg vom Typus einer Motte (Turmhügelburg) liegt am Südostrand des historischen Ortskerns, etwa 200 m Luftlinie von der protestantischen Laurentiuskirche entfernt. Die Anlage wurde nördlich der Talaue des Mußbachs auf dem zu der Vorhügelzone an der Deutschen Weinstraße gehörenden Höhenrücken des Kieselbergs in etwa 188 m Höhe errichtet. Da es sich nicht um den höchsten Punkt des Hügels handelte, gewährte die Burg keine gute Rundumsicht; der Blick nach Osten in die Rheinebene war sogar gänzlich durch die Hügelkuppe versperrt. Der Standort befindet sich etwa 1 km östlich des Gebirgsrandes der Haardt.

## Anlage
Die bescheidenen Überbleibsel lassen nur noch die Grundzüge der Anlage erahnen. Erhalten sind die Fundament- und Mauerreste eines doppelkammerigen Wohnturms sowie die spärlichen Fundamente eines massigen Bergfrieds, dessen Grundfläche 14,3 m × 20 m betrug bei einer Mauerstärke von 3,3 m. Im östlichen Bereich sind Reste des Grabens auszumachen.
Trotz laienhafter Veränderungen in der zweiten Hälfte des 20. Jahrhunderts steht das Objekt unter Denkmalschutz. Ähnliche Anlagen sind in der Liste deutscher Turmhügelburgen zusammengestellt.

## Geschichte
Die Burg stammt aus der Salierzeit und wurde im späten 11. oder frühen 12. Jahrhundert erbaut. Die erste Erwähnung der Burg datiert vom Ende des 14. Jahrhunderts. Ob sie durch Verfall oder Zerstörung endete, ist ebenso wenig bekannt wie die Namen der Burgherren. Historiker vermuten wegen der nicht exponierten Lage der Burg, dass von dort aus eher Verwaltungs- als Sicherungsmaßnahmen erledigt wurden. Nachdem die Anlage aufgegeben war, diente sie über lange Zeit der örtlichen Bevölkerung als Steinbruch. Eine Spolie ist 1687 bezeichnet.
Nach 1950 erwarb die protestantische Kirchengemeinde Gimmeldingen das Objekt. Der archäologisch interessierte Ortspfarrer Theophil Blitt ließ zwischen 1969 und 1972 durch Jugendliche Grabungen und Aufmauerungen durchführen, die nicht von Fachleuten überwacht waren. Dabei wurde der Stumpf des Wohnturms teilweise – auf einer Fläche von 14,3 m × 11,8 m – auf ein einheitliches Höhenniveau gebracht und der Innenraum mit Erde verfüllt. So entstand dort eine ebene Plattform, die einen Rundblick über die nähere Umgebung ermöglicht. Die Landjugend Mußbach-Gimmeldingen sorgte im Jahr 2012 für freie Sicht, indem sie ringsum wilden Pflanzenwuchs beseitigte.